# Feliks III
Feliks III, (II) (ur. w Rzymie, zm. 1 marca 492) – 48. papież w okresie 13 marca 483 do 1 marca 492, święty Kościoła katolickiego.

## Życiorys
Feliks III urodził się w Rzymie w senatorskiej rodzinie Ancjuszów jako syn kapłana, po którym otrzymał imię. Diakonat uzyskał w 472 roku po śmierci małżonki, Petronii. Mieli dwoje dzieci: Gordiana oraz Paulę i prawdopodobnie przez córkę stał się pradziadkiem papieża Grzegorza Wielkiego. Jego pontyfikat przypadał w okresie od 13 marca 483 do 1 marca 492 roku.
Mimo iż władza spoczywała w tym okresie w rękach Odoakra nawiązał współpracę z cesarzem Zenonem. Wystąpił przeciwko szerzącemu się na wschodzie monofizytyzmowi, a spór wokół patriarchy Piotra Mongosa doprowadził do nałożenia na patriarchę Konstantynopola Akacjusza ekskomuniki i odwołania go ze stanowiska (w 484 roku). Sobór, który nie rozwiązał sporu, zwołany w Rzymie, dał początek trzydziestopięcioletniej schizmie akacjańskiej. Stanowczość papieża stanęła na przeszkodzie rozwiązania sporu nawet po śmierci patriarchy Konstantynopola i Zenona. Równie surowo odniósł się do chrześcijan powracających na łono Kościoła po prześladowaniach za Huneryka, którzy pod przymusem byli chrzczeni przez arian, odmawiając im rozgrzeszenia z wyjątkiem in articulo mortis (w obliczu śmierci). Przeciwstawił się też przywróceniu rzymskiego święta Luperkaliów (15 lutego).
Jest jedynym papieżem pochowanym w rodzinnym grobowcu w bazylice św. Pawła za Murami obok swojej żony i dzieci.
Jego wspomnienie liturgiczne obchodzone jest 1 marca (od 1922 roku, wcześniej 25 lutego).